# Minotauro Fights
Minotauro Fights é um evento de lutas organizado pelos irmãos Nogueira (Rodrigo Minotauro e Rogério Minotouro) juntamente com o treinador de boxe Luiz Carlos Dórea. O evento é conhecido por organizar lutas de boxe para praticantes de MMA. Assim aconteceu com Vítor Belfort (Minotauro Fights III) e Anderson Silva (Minotauro Fights II), que debutaram no boxe profissional nestes eventos.
Além de lutas de MMA e boxe, fazem parte do evento lutas de k-1, muay thai, entre outros.

## Eventos
| Data                  | Evento               | Local                                                     | Ref.  |
| --------------------- | -------------------- | --------------------------------------------------------- | ----- |
| 21 de maio de 2005    | Minotauro Fights I   | Casa de Espetáculos, em Salvador                          | [ 3 ] |
| 5 de agosto de 2005   | Minotauro Fights II  | Ginásio Antonio Babino (Balbininho), em Salvador          | [ 2 ] |
| 11 de abril de 2006   | Minotauro Fights III | Ginásio Antonio Babino (Balbininho), em Salvador          | [ 1 ] |
| 4 de agosto de 2006   | Minotauro Fights IV  | Ginásio Antonio Babino (Balbininho), em Salvador          | [ 4 ] |
| 9 de dezembro de 2006 | Minotauro Fights V   | Ginásio Poliesportivo de São Bernardo do Campo, São Paulo | [ 5 ] |
| 21 de outubro de 2011 | Minotauro Fights VI  | Ginásio Constâncio Vieira, em Aracaju                     | [ 6 ] |